# Keur Ndiaye Lo
Keur Ndiaye Lo est un village du Sénégal, situé à mi-chemin entre Rufisque (à 4 km) et Sangalkam (à 5 km) et à 35 km environ de Dakar. Son actuel chef de village El Hadj Alpha Samb fut le premier garçon né de ce village.

## Histoire
Il a été fondé au XIXe siècle par Ndiaye Lo qui y cultivait ses champs avec l'appui de ses "esclaves".
Il a dû quitter le village à la suite de l'arrivée de Sangué Samb, qui lui-même a quitté Rufisque à cause de l'avancée de la mer au niveau du quartier Thiawléne, pour s'y installer.

## Administration
Keur Ndiaye Lo fait partie de la commune de Sangalkam dans le département de Rufisque (région de Dakar).

## Géographie
À vol d'oiseau de Rufisque, les localités les plus proches sont Kounoune, Keur Daouda Sarr, Ndiakhirate Digue et sangalcam.

### Physique géologique
Keur Ndiaye lo est composé d'un sol un peu argileux où est localisé l'écrasante majorité de la population et son école primaire numéro 3, et une partie sablonneuse où se trouvent son école primaire numéro 1 et numéro 2, son collège d'enseignement primaire et sa grande mosquée.

### Population
En 2003 Keur Ndiaye Lo comptait 3 808 habitants et 421 ménages(source direction de la statistique du sénégal). Au niveau du sport l'Association Sportive et Culturelle(ASC) porte le nom de Diongoul Bandoul. C'est l'une des équipes les plus titrées du mouvement navétanes de la communauté rurale de Sangalkam et de Bambylor.
Il existe un poste de santé, une école primaire créée entre 1960/1961 qui regroupait les quatre villages de Keur Ndiaye lo, de keur Daouda Sarr, de Kounoune et de Ngalap jusque vers les années 1990 date de création de l'école primaire de Kounoune. Depuis 2006 un collège d'enseigmenent secondaire y est construite avec un apport considérable de l'association des parents d'élèves. Par la même occasion une seconde école primaire y est construite.

### Économie
L'activité principale du village est agricole. La culture maraîchère y occupe une place prépondérante malgré une présence remarquée de l'aviculture. Les femmes s'occupent de l'écoulement de ces produits dans les marchés de Rufisque et de castor à Dakar. Par ailleurs une usine de conditionnement et d'exportation de haricots verts, de mangues et de melon entre autres y est construite. Cette fabrique porte le nom de SEPAM.
Cette usine emploie de la main d'œuvre locale des villages de Keur Ndiaye Lo, de Keur Daouda Sarr et de Kounoune mais également des employés venant de rufisque. On notera la présence d'une petite usine de lait cailler dont les produits portent le nom de SARBI.